# Finès
El finès o finés (suomi) és un dels idiomes oficials (juntament amb el suec) de Finlàndia. És la llengua materna de 5 milions de persones. Pertany a les llengües uralianes i s'escriu amb l'alfabet llatí. És un idioma proper i bastant similar a l'estonià. Amb l'hongarès comparteix la família lingüística finoúgrica però només comparteix unes poques arrels lèxiques comunes.

## Sistema de sons i escriptura
El finès actual té 13 (o 14) consonants (pvmtdnskhjlr i ng) i 8 vocals (eiaouäöy).
Les consonants són:
- d fricativa dental sonora, semblant a la d intervocàlica catalana de cada
- h fricativa velar sorda, com la j castellana o ch alemanya, de vegades sonoritzada entre vocals
- j semiconsonant palatal, com la i semiconsonant catalana de caiac
- k oclusiva velar sorda, com en català
- l lateral alveolar notablement velaritzada, com en català
- m nasal bilabial, com en català
- n nasal alveolar, com en català
- ng nasal velar, que només apareix en posició medial i sempre geminada, com la consonant final de la paraula catalana sang
- p oclusiva bilabial sorda, com en català
- r ròtica alveolar, com en català, sovint vibrant forta com rr en català
- s fricativa alveolar sorda, com ss en català
- t oclusiva dental sorda, com en català
- v fricativa bilabial sonora, semblant a la b intervocàlica catalana de baba

A més, té valor fonològic l'oclusiva glotal, que no es representa en l'escriptura. Els sons consonàntics poden ser curts o llargs. Les consonants llargues es representen dobles en l'escriptura, excepte ng que sempre és geminada.
La vocal ä representa la vocal baixa anterior no arrodonida (semblant a la vocal neutra catalana).
La vocal ö representa la vocal baixa anterior arrodonida (com la ö alemanya).
La vocal y representa la vocal alta anterior arrodonida (com la ü alemanya).
A més, les vocals també poden ser curtes o llargues. Les vocals llargues es representen dobles en l'escriptura.
L'accent es fa recaure a la primera síl·laba de la paraula.

### Escriptura

#### Característiques generals del sistema d'escriptura
El finès s'escriu amb l'alfabet llatí. L'alfabet complet del finès té vint-i-nou lletres, les quals, en orde alfabètic, són les següents: a, b, c, d, e, f, g, h, i, j, k, l, m, n, o, p, q, r, s, t, u, v, w, x, y, z, å, ä, ö.
No obstant això, a l'alfabet complet hi ha grafemes que apareixen només als préstecs estrangers no assimilats –c, q, w, x, z, å– com, per exemple, a les paraules celsius, quickstep, watti, xerokopio i zulu. El grafema å, d'altra banda, s'anomena en finès "la o sueca (ruotsalainen o)" i apareix principalment en noms propis i cognoms d'origen suec: Åbo, Åström. Els grafemes ä i ö formen lletres independents dels grafemes a i o, i no es conceben com a a i o amb dièresi. A més, corresponen fonemes diferents. Al teclat dels ordinadors, per exemple, les lletres å, ä i ö tenen les seves pròpies tecles. En algunes paraules prestades no assimilades poden aparèixer signes diacrítics que no pertanyen al sistema d'escriptura del finès.

#### Correspondències entre escriptura i pronúncia
La major part dels fonemes del finès corresponen a un grafema, és a dir, el sistema d'escriptura pot considerar-se força fonemàtic. Hi ha un fonema força marginal, tanmateix, que manca d'una grafia pròpia: /ŋ/ que pot escriure's amb "ng" (kangas) quan és doble o "ng" o simplement "g" quan és senzill (anglismi, magnum).
Els sons, tant vocàlics com consonàntics, que poden ser breus o llargs, s'escriuen amb lletra senzilla o doble, respectivament. D'aquest mode, existeixen parelles mínimes el tret distintiu de les quals és la longitud del so: tuli / tuuli (vocals) i tuli / tulli (consonants), que tenen significats totalment diferents, és a dir, "foc / vent" i "foc / duana", respectivament.
Es pot argüir que alguns fonemes, concretament els oclusius sonors /b/ i /g/, i en menor grau /d/, no pertanyen al sistema fonològic autòcton del finès, perquè solen aparèixer, principalment, en préstecs estrangers i, per tant, llur pronúncia pot presentar variació diatòpica, diastràtica o diafàssica. El fonema /b/, que és oclusiu bilabial, pot pronunciar-se com a sonor, semisonor o sord, depenent del parlant o la situació de comunicació. Les mateixes variacions -sonora, semisonora i sorda- poden donar-se també amb /g/ i /d/, essent aquest últim, tanmateix, un fonema alveolar. D'aquest mode, hi ha parlants en l'idiolecte dels quals es fonen els fonemes /b/ i /p/ en /p/, per un a part, i els fonemes /g/ i /k/ en /k/, per una altra, perquè per la desonorització se'n perd el tret distintiu. Així es conflueixen en la pronúncia, per exemple, les paraules baari /baari/ (bar) i paari /paari/ (llitera). De vegades, quan la variació és només diafàsica, el mateix parlant, amb la paraula baari, pronuncia /paari/ en llenguatge col·loquial i /baari/ en un estil més formal.
També hi ha zones dialectals que desconeixen el fonema /f/.

#### Altres característiques del sistema d'escriptura
A més de la primera lletra de la paraula que comença una oració darrere d'un punt, la lletra majúscula en finès s'empra per distingir tota mena de noms propis, és a dir, noms de persones (Heikki, Anna, Katariina, Jussi), cognoms (Virtanen, Niemelä, Honkasalo), països (Suomi, Ranska), continents (Eurooppa, Afrikka, Amerikka, Aasia), companyies (Nokia, Metso, Sonera), etc. Per distingir els països dels idiomes corresponents, l'ús de majúscules i minúscules té una funció diferent, ja que els primers s'escriuen amb majúscula i els segons amb minúscula. També s'escriuen amb minúscula els gentilicis (suomalainen / finès), els dies de la setmana (maanantai, tiistai, keskiviikko... / dilluns, dimarts, dimecres...), els mesos (tammikuu / gener) i en general els noms dels òrgans administratius, ministeris, dependències policials, tribunals, etc. si no és que siguin clarament noms propis.
Tot i que en general els tractaments i els pronoms personals s'escriuen en minúscula, la majúscula pot emprar-se com a signe de respecte i cortesia, especialment en la correspondència: Te (vostè), Sinä (tu), Herra Tuomari (Senyor Jutge). A més, la majúscula s'empra amb freqüència a Déu: Herra (Senyor), Vapahtaja (Redemptor), etc.
L'ús dels signes de puntuació en finès difereix, per exemple, del català, en què el finès té una puntuació gairebé exclusiva gramatical, és a dir, hi ha regles exactes sobre el seu ús. El punt i coma s'empra molt menys que en català i en el seu lloc, depenent del cas, es posa el punt o la coma. Els signes d'exclamació i interrogació, d'altra banda, s'empren només al final del període, com en català i en la majoria de llengües.

## Harmonia vocàlica
La fonologia finesa segueix regles d'harmonia vocàlica, que fan variar la vocal de determinats sufixos segons el tipus de vocals de la paraula-arrel.
En finès, les vocals poden ser anteriors (aou), posteriors (äöy), o neutrals (ei). Cada vocal anterior té una corresponent parella posterior (a/ä,o/ö,u/y). Només pot haver-hi o vocals posteriors o anteriors en una mateixa paraula. Els sufixos gramaticals canvien entre la vocal anterior o posterior corresponent per tal que cada paraula només contingui o bé vocals anteriors o bé vocals posteriors, a banda de les vocals considerades neutrals. La vocal de la síl·laba inicial de la paraula determina si la resta de vocals seran anteriors o posteriors.
- Una vocal posterior inicial fa que la resta de vocals siguin posteriors (o neutrals), per exemple: pos+ahta+(t)a → posahtaa
- Una vocal anterior inicial fa que la resta de vocals siguin anteriors (o neutrals), per exemple: räj+ahta+(t)a → räjähtää.
- Una vocal neutral inicial fa que sigui una de les vocals següents la que determini si la paraula ha d'anar amb vocals anteriors o posteriors, per exemple: sih+ahta+(ta) → sihahtaa cf. sih+ise+(t)a → sihistä

## Morfosintaxi
El sistema de flexió nominal afecta noms, adjectius, pronoms, infinitius i participis. Es distingeixen fins a 15 casos diferents, i la majoria d'aquests distingeixen entre singular i plural. No hi ha, en canvi, distinció de gènere gramatical.
El sistema de flexió dels verbs té 6 modes diferents i destaca l'absència d'un temps específic per a designar el futur. L'ordre sintàctic és relativament lliure, però predomina el de subjecte - verb - objecte.
Morfològicament, es tracta d'una llengua aglutinant, tot i que sovint en algunes formes de la flexió hi ha canvis en les arrels per processos més o menys regulars com la gradació consonàntica.

### Característiques generals del sintagma nominal
Els casos gramaticals o la flexió morfològica no és exclusivament nominal, sinó que també afecta adjectius, formes nominals del verb, alguns adverbis i adposicions. En finès els casos formen una categoria morfosintàctica i morfosemàntica que s'identifica amb la desinència o flexió. En total, en finès hi ha quinze casos, que poden dividir-se en tres grups: casos gramaticals, casos semàntics i casos marginals. Els primers s'identifiquen, principalment, amb les principals funcions gramaticals, és a dir: subjecte, objecte i atribut; els segons, també anomenats casos locatius, tenen un significat més inherent; i els tercers, tot i que també podrien agrupar-se entre els casos semàntics per tenir un significat inherent, s'anomenen d'aquesta mena a causa de llur ús més restringit.
A la següent taula es presenta la flexió nominal, en singular, amb un lexema, talo (casa), per tal d'il·lustrar les desinències que s'afegeixen a l'arrel. No obstant això, convé observar-hi que amb molts lexemes pot haver-hi també canvis a l'arrel i que les desinències presentades no són les úniques, ja que llur forma depèn del lexema. El cas de talo, tanmateix, serveix per il·lustrar la flexió regular.
| Cas               | Exemple   | Traducció al català          | Observacions |
| Casos gramaticals |           |                              | |
| ----------------- | --------- | ---------------------------- | --- |
| Nominatiu         | talo      | casa                         | (el nominatiu no té desinència flexiva)                                                                                            |
| Partitiu          | taloa     |                              | part d'un conjunt, quantitat, etc.                                                                                                 |
| Genitiu           | talon     | de la casa                   | possessió |
| Acusatiu          | –         | –                            | només amb pronoms personals. Agafa la forma de l'acusatiu en singular per indicar una acció completa: ostan talon, compro una casa |
| Casos semàntics   |           |                              | |
| Inessiu           | talossa   | dins de la casa              | localització dins de quelcom |
| Elatiu            | talosta   | de la casa                   | moviment cap a fora, "sortir de"                                                                                                   |
| Il·latiu          | taloon    | a la casa                    | moviment cap adins, "entrar a" |
| Adessiu           | talolla   | prop de, juntament a la casa | localització adjacent |
| Ablatiu           | talolta   | des de la casa               | allunyament de localització adjacent                                                                                               |
| Alatiu            | talolle   | a la casa                    | apropament a localització adjacent                                                                                                 |
| Essiu             | talona    | com a casa                   | condició o qualitat |
| Translatiu        | taloksi   | (convertir-se en casa)       | canvi de condició |
| Casos marginals   |           |                              | |
| Comitatiu         | taloineen | amb la seva casa             | en companyia de quelcom |
| Instructiu        | taloin    | "amb la casa"                | instrument |
| Abessiu           | talotta   | sense la casa                | absència de quelcom |

A més els casos tenen llur corresponent en plural. Seguint amb l'exemple de talo:
| Cas               | Exemple  | Traducció al català            | Observacions                         |
| Casos gramaticals |          |                                |                                      |
| ----------------- | -------- | ------------------------------ | ------------------------------------ |
| Nominatiu         | talot    | cases                          |                                      |
| Partitiu          | taloja   |                                | part d'un conjunt, quantitat, etc.   |
| Genitiu           | talojen  | de les cases                   | possessió                            |
| Acusatiu          | talot    |                                | -                                    |
| Casos semàntics   |          |                                |                                      |
| Inessiu           | taloissa | dins de les cases              | localització dins de quelcom         |
| Elatiu            | taloista | de les cases                   | moviment cap a fora, "sortir de"     |
| Il·latiu          | taloihin | a les cases                    | moviment cap adins, "entrar a"       |
| Adessiu           | taloilla | prop de, juntament a les cases | localització adjacent                |
| Ablatiu           | taloilta | des de les cases               | allunyament de localització adjacent |
| Alatiu            | taloille | a les cases                    | apropament a localització adjacent   |
| Essiu             | taloina  | com a cases                    | condició o qualitat                  |
| Translatiu        | taloiksi | (convertir-se en cases)        | canvi de condició                    |

### Substantiu
El finès no té gènere gramatical i articles, ja siguin determinats o indeterminats. per tant, la indeterminació o determinació del sintagma nominal pot establir-se mitjançant la posició del sintagma en l'oració, segons es tracti d'informació nova o coneguda i, per tant, de sintagma nominal indeterminat o determinat.
Exemple:
- Puistossa on mies. Mies soittaa kitaraa - Al parc hi ha un home. L'home toca la guitarra

A l'exemple el substantiu mies (home) apareix, en ambdues frases, en el cas nominatiu, però a la primera es presenta com a informació nova, i a la segona, com a coneguda, és a dir, indeterminat i determinat respectivament.
El substantiu en finès es flexiona en 15 casos gramaticals, presentats a l'apartat anterior. La desinència del plural és -t al cas nominatiu, als altres casos sol ser el morfema -i-, el qual s'afegeix entre l'arrel i la flexió causal. De vegades l'afegiment de la desinència suposa modificacions a l'arrel de la paraula. Exemples de substantius flexionats en singular i plural:
- Nominatiu: talo, talot (casa, cases) / koira, koirat (gos, gossos) / katu, katut (carrer, carrers)
- Genitiu: talon, talojen (de la casa, de les cases) / koiran, koirien (del gos, dels gossos) / katun, katujen (del carrer, dels carrers)
- Inessiu: talossa, taloissa (dins la casa, dins les cases) / koirassa, koirissa (en el gos, en els gossos)
- Adessiu: kadulla, kaduilla (al carrer, als carrers)

## Història
Els inicis de la llengua estan barrejats amb la mitologia nòrdica, que parla dels finesos com a parents de trols i nans del bosc amb un idioma i una religió propis. El primer text escrit amb seguretat en finès és una fórmula màgica de l'edat mitjana. El finès estàndard està molt lligat al Kalevala, obra magna de la literatura finesa. Des del segle xix hi ha una llengua finesa normalitzada. Al segle xx es va expandir fora dels seus territoris naturals a causa de l'emigració.

## Literatura

### Obres i autors destacats
- Arto Paasilinna: Ulvova mylläri (1981).
- Pentti Saarikoski. Poeta i escriptor molt conegut a Finlàndia i a la resta dels països nòrdics.
- Mika Waltari: Sinuhe egyptiläinen (Sinuhé, l'egipci - 1945).

## Remarques
1. ↑  Finés en pronúncia occidental i finès en pronúncia oriental. Per a més informació, consulteu: el llibre d'estil.